# Wander Taffo
Wanderley "Wander" Taffo Júnior (São Paulo, 17 de maio de 1954 – São Paulo, 14 de maio de 2008) foi um cantor e guitarrista brasileiro. Ele tocou com Rita Lee, Cássia Eller, Guilherme Arantes e nas bandas Memphis, Made in Brazil, Secos & Molhados, Gang 90 e as Absurdettes, Joelho de Porco, Rádio Táxi e Banda Taffo.
Foi incluído na lista 30 maiores ícones brasileiros da guitarra e do violão (Categoria: Heróis Virtuosos) da revista Rolling Stone Brasil, em 2012.

## Carreira
Com carreira iniciada com a banda Memphis em 1973, fundou a banda Rádio Táxi em 1981, juntamente com os ex-integrantes da banda de apoio de Rita Lee (da qual fazia parte), Lee Marcucci, Gel Fernandes e Willie de Oliveira, que fez muito sucesso com diversas músicas como "Garota Dourada", "Coisas de Casal", "Eva", entre outras.
Na segunda metade dessa década, deixou o grupo para dar início a sua carreira solo, junto com os irmãos Andria e Ivan Busic (ex-Platina e posteriormente Dr. Sin). Em 1989, eles lançaram o disco Wander Taffo, com várias participações especiais, como o cantor americano Toddy Griffin na música "Nightchild" e de artistas nacionalmente conhecidos, como Herbert Vianna, Lulu Santos e Lobão. Para produzir o álbum, foi chamado o requisitado produtor Liminha (ex-Mutantes), gravando o álbum no estúdio Nas Nuvens e mixando-o em Los Angeles, com lançamento nacional pela gravadora Warner Music Brasil. O disco recebeu o Prêmio da Música Brasileira (na época "Prêmio Sharp"), na categoria “Revelação Pop Rock Masculino” em 1989. O disco ainda foi trilha sonora da novela "O Salvador da Pátria", com a música "Pra Dizer Adeus" (não confundir com a canção homônima dos também paulistas Titãs).
No ano seguinte, foi eleito melhor guitarrista do Brasil pela crítica especializada. Com Marcelo Souss nos teclados, formou-se a Banda Taffo, que teve sucesso com seu disco Rosa Branca.
Wander participou ainda de diversos discos: Marina Lima, de 1991, Cássia Eller, de 1994, Clássicos, de Guilherme Arantes, de 1994, entre outros.
Em 1996, lançou seu terceiro disco solo, Lola, que teve a música "Sempre Junto de Você" na trilha sonora da novela O Amor Está no Ar, da Rede Globo.
Em julho de 1997, Taffo abriu o IG&T (Instituto de Guitarra e Tecnologia). Assim, paralisou seus projetos musicais, dedicando-se exclusivamente ao projeto. A escola, hoje conhecida como Escola de Música & Tecnologia (EM&T), une alta tecnologia a um centro de conveniência nos moldes do GIT de Los Angeles, algo inédito na América Latina, de onde já foi considerada a melhor escola musical. Em apenas um ano de funcionamento, o IG&T atingiu mil matrículas.
Em 2006, voltou com a banda Rádio Táxi, que lançou seu primeiro DVD, Rádio Táxi ao Vivo, marcando a volta da banda e planejava a volta da Banda Taffo para julho de 2008, mas o projeto foi interrompido devido a seu falecimento.

### Morte
Wander Taffo faleceu no dia 14 de maio de 2008, aos 53 anos, em decorrência de uma parada cardíaca, apenas três dias antes de completar 54 anos. Ele não tinha histórico de problemas de saúde, segundo sua assessoria de imprensa. Ele tinha trabalhado normalmente no dia anterior e morreu enquanto tomava o café da manhã.

## Discografia

### Rádio Táxi[8]
- (1982) Rádio Táxi
- (1983) Rádio Táxi
- (1984) 6:56
- (1986) Matriz
- (2006) Rádio Táxi ao Vivo

### Solo e Banda Taffo
- (1989) Wander Taffo
- (1991) Rosa Branca (Banda Taffo)
- (1996) Lola
- (2011) Coletânea EM&T